# Spoorbuurt (Hollands Kroon)
Spoorbuurt is een buurtschap in de gemeente Hollands Kroon in de Nederlandse provincie Noord-Holland.
Spoorbuurt ligt in het verlengde van het spoor dat door Anna Paulowna loopt. Spoorbuurt ontstond als kern rond het spoor en het treinstation Anna Paulowna. Omdat het op enige afstand van de nieuwbouw van Anna Paulowna af lag, werd het al snel een eigen kern, Spoorbuurt genoemd. Formeel valt de plaats onder de plaats Anna Paulowna. Opvallend is dat de eerste voetbalvereniging van Breezand in 1922 juist in Spoorbuurt zijn plek vond.
Aan de spoorbuurt is uiteindelijk ook nog een industrieterrein aangelegd, Kruiswijk genaamd. Later volgde een tweede terrein, Kruiswijk II, als uitbreiding van het eerste. Ook daarin staan hier en daar woningen. Hoewel Spoorbuurt een eigen peuterzaal en jeugdvereniging heeft, is de gemiddelde inwoner een stuk ouder dan in de andere plaatsen van de voormalige gemeente Anna Paulowna.
Tot en met 31 december 2011 behoorde Spoorbuurt tot de gemeente Anna Paulowna die per 1 januari 2012 door een gemeentelijke herindeling opgegaan is in de gemeente Hollands Kroon.
Dorpen en gehuchten: Anna Paulowna · Barsingerhorn · Breezand · Den Oever · Haringhuizen · Hippolytushoef · De Haukes · Kleine Sluis · Kolhorn · Kreil · Kreileroord · Lutjewinkel · Middenmeer · Moerbeek · Nieuwe Niedorp · Nieuwesluis · Oosterklief · Oosterland · Oude Niedorp · Slootdorp · Smerp · Stroe · De Strook · Terdiek · Tolke (deels) · Van Ewijcksluis · Vatrop · 't Veld · Verlaat (deels) · Westerklief · Westerland · Wieringerwaard · Wieringerwerf · Winkel · Zijdewind

Buurtschappen: Blokhuizen · Dam · De Belt · De Bomen · De Elft · Emaus · Gelderse Buurt · De Gest · Groetpolder · Hanedoes · De Heid · De Hoelm · Hogebieren · Hollebalg · De Kampen · Langereis (deels) · De Leijen · Lutjekolhorn · Mientbrug · Noord-Stroe · Noordburen · Noorderbuurt · De Normer · Poolland · Spoorbuurt · Tin · Vennik (deels) · Wateringskant · De Weel (deels) · De Weere · Westeinde  · Zandburen

Noord-Holland: Steden en dorpen    Nederland: Provincies · Gemeenten